# Raach am Hochgebirge
Raach am Hochgebirge är en ort och kommun  i Österrike. Den ligger i distriktet Neunkirchen i förbundslandet Niederösterreich, 70 kilometer sydväst om huvudstaden Wien.
Kommunen består av fyra orter (Ortschaften) (inom parentes invånarantal 1 januari 2024):
- Raach am Hochgebirge (172)
- Schlagl (80)
- Sonnleiten (70)
- Wartenstein (4)